# ウィーリンゲン級フリゲート
| ウィーリンゲン級フリゲート | ウィーリンゲン級フリゲート                        | ウィーリンゲン級フリゲート                    |
| -------------------------- | ------------------------------------------------- | --------------------------------------------- |
|                            |                                                   |                                               |
| 艦級概観                   |                                                   |                                               |
| 艦種                       | フリゲート                                        | フリゲート                                    |
| 就役期間                   | 1978年 - 2007年                                   | 1978年 - 2007年                               |
| 前級                       | アルジェリン級                                    | アルジェリン級                                |
| 次級                       | レオポルド1世級                                   | レオポルド1世級                               |
| 性能要目                   |                                                   |                                               |
| 排水量                     | 基準：1,850トン                                   | 基準：1,850トン                               |
| 排水量                     | 満載：2,350トン                                   |                                               |
| 全長                       | 106.38m                                           | 106.38m                                       |
| 全幅                       | 12.3m                                             | 12.3m                                         |
| 吃水                       | 5.3m                                              | 5.3m                                          |
| 機関                       | CODOG方式                                         | CODOG方式                                     |
| 機関                       | CO-240V-12ディーゼルエンジン (3,000 bhp)          | 2基                                           |
| 機関                       | TM-3Bガスタービンエンジン (27,575 shp)            | 1基                                           |
| 機関                       | スクリュープロペラ                                | 2軸                                           |
| 速力                       | 28ノット（改装後26ktに低下）                      | 28ノット（改装後26ktに低下）                  |
| 航続距離                   | 6,000海里 (16kt巡航時)                            | 6,000海里 (16kt巡航時)                        |
| 乗員                       | 159名                                             | 159名                                         |
| 兵装                       | Mle.68 100mm単装速射砲                            | 1基                                           |
| 兵装                       | Mk.29 8連装ミサイル発射機 （シースパロー短SAM用） | 1基                                           |
| 兵装                       | エグゾセMM38 SSM連装発射筒                        | 2基                                           |
| 兵装                       | M/50 375mm対潜ロケット発射機                      | 1基                                           |
| 兵装                       | 550mm魚雷発射管                                   | 2基                                           |
| C4I                        | 海軍戦術情報システム （SEWACO-IV＋リンク 11）     | 海軍戦術情報システム （SEWACO-IV＋リンク 11） |
| レーダー                   | DA-05 対空捜索用                                  | 1基                                           |
| レーダー                   | TM1645/9X 航海用 ※タレス・スカウトに後日換装      | 1基                                           |
| レーダー                   | WM-25 目標捕捉/射撃指揮用                         | 1基                                           |
| ソナー                     | SQS-505A 船底装備 ※SQS-510に後日換装              | 1基                                           |
| 電子戦・ 対抗手段          | ELCOS-1 短波方向探知機                            | ELCOS-1 短波方向探知機                        |
| 電子戦・ 対抗手段          | AR-900B 電波探知装置 ※後日装備                    |                                               |
| 電子戦・ 対抗手段          | Mk.137 チャフ・フレア発射機                       | 2基                                           |
| 電子戦・ 対抗手段          | AN/SLQ-25 対魚雷デコイ装置                        | 1式                                           |

ウィーリンゲン級フリゲート（フランス語: Frégates classe Wielingen）は、ベルギー海軍のフリゲートの艦級。E-71型とも称される。

## 来歴
第二次世界大戦後、ベルギー海軍はイギリス海軍ベルギー部隊を母体として再建された。このため、1950年代および1960年代を通じて、その主力戦闘艦はフラワー級コルベットやタコマ級フリゲート、また掃海艇を転用したアルジェリン級護衛艦などといった供与艦艇によって占められていた。1960年代より、これらの代替計画が開始された。とくにアルジェリン級については、もともとが戦時急造艦であったことから、更新は急務であった。
本格的な開発作業は、オランダ海軍の支援のもと、1964年より開始された。当初に検討されていた案は900型と呼ばれるもので、2,000トン未満という小型のフリゲートでありながら、対潜戦を重視して艦載機として哨戒ヘリコプターの運用能力を備えていた。しかし間もなく、汎用性を向上させるために艦載機の運用設備を省く決定が下された。この変更を受けた設計案がE-71型であり、これに基づいて建造されたのが本級である。建造はアントウェルペンのコッカリル造船所とボエル造船所によって1974年より開始され、1976年までに4隻が進水し、1978年より順次に運用を開始した。

## 設計
船型としては、平甲板型をもとに艦尾を1層分下げた長船首楼型とされている。主機関としては、巡航機として自国のコッカリル社製CO-240V-12ディーゼルエンジン（単機出力3,000馬力）2基、高速機としてロールス・ロイス社製オリンパス TM3Bガスタービンエンジン（28,000馬力）1基を搭載し、減速機を介して2軸の可変ピッチ・プロペラを駆動するCODOG方式が採用された。ディーゼル1基で15ノット、2基で20ノット、ガスタービンで28ノットでの航行が可能であったが、後にソナー更新などの改装を行った際に、ガスタービンでの航行速度は26ノットに低下した。

## 装備
本級は、2,000トン級という小型の艦でありながら、
1. 双方向の戦術データ・リンクに対応したC4Iシステムの搭載、およびシステム艦としてのシステム統合
2. 中口径艦砲、個艦防空ミサイル、艦対艦ミサイル、対潜ロケット、魚雷発射管と、対空・対潜・対水上にバランスの取れた兵装の搭載

などといった要素を具備している。

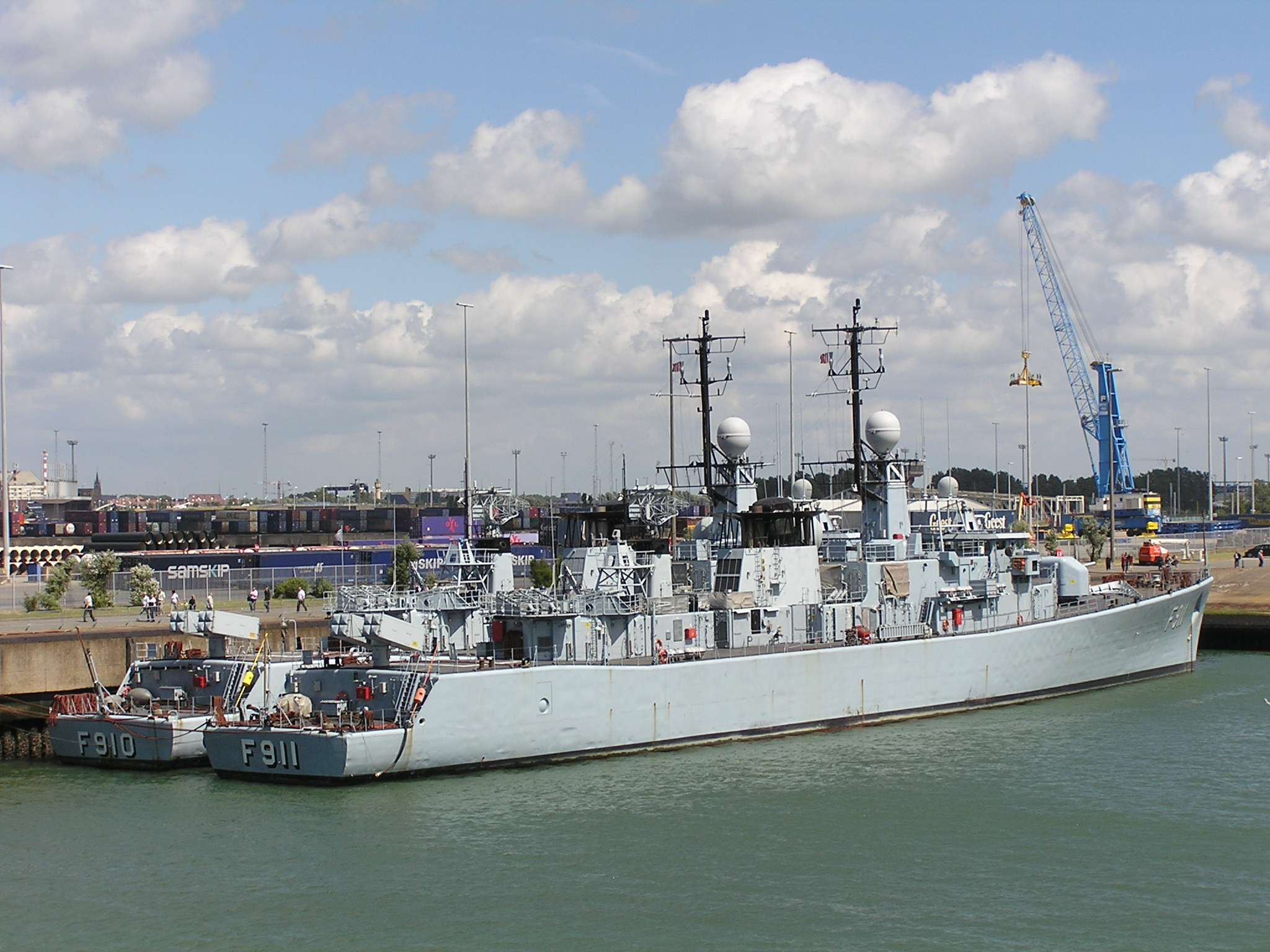
艦尾側からの写真。

艦橋構造物後部にはラティス構造の前檣が設けられており、その頂部には、砲射撃指揮と低空警戒兼用のシグナール社（現在のタレス・ネーデルラント社）製Xバンド・レーダーであるWM-28の卵型レドームが設置されていた。また後部甲板室上に設けられた低い後檣にはSバンドの対空捜索レーダーであるDA-05が設置された。ソナーとしては、当初はカナダ製のSQS-505Aを船底に備えていたが、のちに、UYS-501音響処理装置を連接して信号処理能力を向上させた発展型のSQS-510に換装された。
主砲として、艦首甲板にMle.68 100mm単装速射砲を備える。また艦尾上甲板には、シースパロー個艦防空ミサイルのMk.29 8連装発射機が備えられている。ただし予備弾はなく、搭載弾は発射機内に収容された8発のみである。これらは前檣上のWM-28による射撃指揮を受けており、また主砲用の電子光学式の副方位盤として、捜索兼用のSAGEM社製VIGY-105 EOMSも用いられる。なおCIWSとしてゴールキーパーの搭載も検討されたが、これは実現しなかった。
対水上火力としては、エグゾセMM38艦対艦ミサイルの連装発射筒が上構後端の両舷に1基ずつ搭載された。また対潜兵器としては、6連装375mm対潜ロケット発射機が艦橋直前の01レベルに搭載されたほか、L5 550mm魚雷の投射機も備えている。

## 配備
本級は長らく、ベルギー海軍で最有力の水上戦闘艦として活動してきたが、小型の艦型ゆえに装備の更新が難しく、老朽化が指摘されるようになった。このことから、4番艦は事故による損傷を修復せずに1993年に退役、残る3隻もゼロ年代の中盤から後半にかけて順次に運用を終了した。これらの代替として、ベルギー海軍は、オランダ海軍を退役したカレル・ドールマン級フリゲートを2隻導入し、レオポルド1世級として就役させている。なお、ベルギー海軍を退役した艦のうち、ゼロ年代に退役した3隻はブルガリア海軍に売却され、再就役している。
| ベルギー海軍 | ベルギー海軍                     | ベルギー海軍 | ベルギー海軍 | ベルギー海軍 | ベルギー海軍 | ブルガリア海軍 | ブルガリア海軍  |
| #            | 艦名                             | 起工         | 進水         | 就役         | 退役         | #              | 艦名            |
| ------------ | -------------------------------- | ------------ | ------------ | ------------ | ------------ | -------------- | --------------- |
| F910         | ウィーリンゲン BNS Wielingen     | 1974年3月    | 1976年3月    | 1978年1月    | 2006年       | 42             | ヴェルニ Verni  |
| F911         | ウエストディープ BNS Westdiep    | 1974年9月    | 1975年12月   | 1978年1月    | 2007年10月   | 43             | ゴルジ Gordi    |
| F912         | ウァンデラール BNS Wandelaar     | 1975年3月    | 1977年6月    | 1978年10月   | 2004年       | 41             | ドラツキ Drazki |
| F913         | ウエストヒンダー BNS West Hinder | 1975年12月   | 1976年3月    | 1978年1月    | 1993年       |                |                 |